# Knöstjärnen, Lappland
Knöstjärnen är en sjö i Storumans kommun i Lappland och ingår i Umeälvens huvudavrinningsområde.